# Pueyo
Pueyo – gmina w Hiszpanii, w Nawarze, o powierzchni 21,04 km². W 2011 roku gmina liczyła 354 mieszkańców.